# Taxon

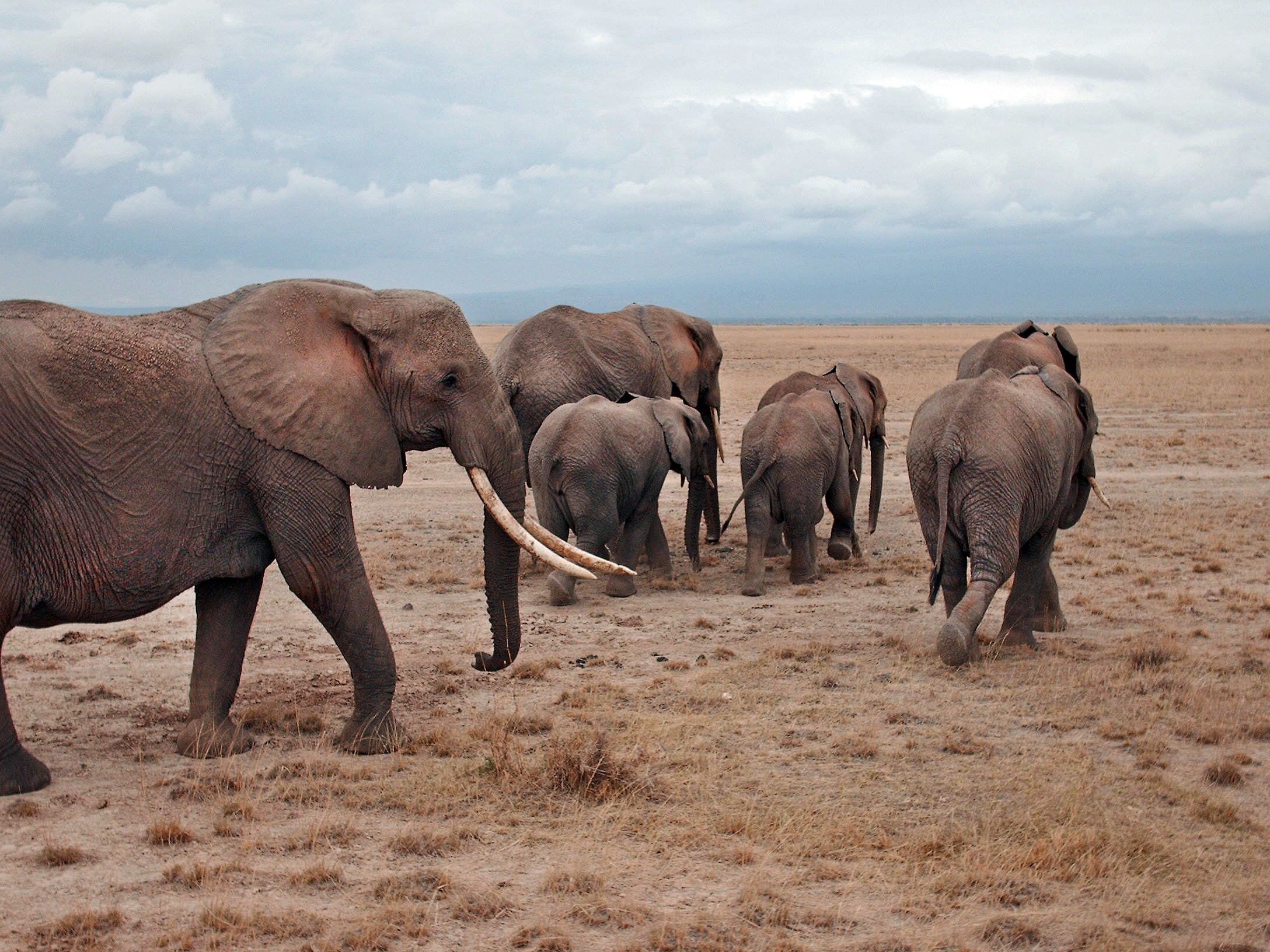
Elefanții africani formează genul
Loxodonta, un taxon larg acceptat.

Diferitele forme biologice foarte asemănătoare (identice sau cvasi-identice genetic) poartă numele de taxoni (la singular, taxon). Cele mai mari grupe taxonomice sunt cele ale plantelor și animalelor sau ale organismelor cu nuclei difuzi (ca bacteriile și algele albastre-verzi) și a celor cu nuclee net individualizate și cu o structură elaborată (ca protozoarele sau oamenii).
Toate organismele de pe planeta Pământ au totuși, indiferent dacă nucleele lor sunt bine individualizate sau nu, cromozomi care conțin materialul genetic transmis de la o generație la alta. În toate organismele, moleculele purtătoare ale eredității sunt reprezentate prin acizii nucleici. Cu mici și nesemnificative excepții, acidul nucleic purtător al eredității este întotdeauna molecula numită ADN (acidul dezoxiribonucleic). Numeroase subdiviziuni ale unor categorii de plante și animale, ajungând până la specii, subspecii și rase, pot fi descrise, de asemenea, ca taxoni separați.

## Istoric
Principalii taxoni care au apărut mai recent sunt de departe și cei mai complecși.
Ne putem face o idee asupra complexității unui organism prin simpla analizare a comportamentului acestuia, adică prin numărul de funcții diferite pe care acesta trebuie să le îndeplinească în timpul vieții. Dar complexitatea mai poate fi apreciată și după cantitatea minimă de informații pe care o conține materialul genetic al organismului respectiv. Cromozomul de tip uman are o moleculă de ADN foarte lungă, răsucită în spirală, astfel încât spațiul pe care îl ocupă este mult mai mic decât dacă aceasta ar fi desfășurată. Molecula de ADN se compune din structuri mai mici, asemănătoare cu treptele unei scări de frânghie. Aceste structuri poartă denumirea de nucleotide și sunt de patru tipuri diferite. Limbajul vieții, adică informația ereditară, este determinat de secvența în care sunt dispuse aceste patru tipuri de nucleotide. Am putea spune că limbajul eredității este scris cu un alfabet de numai patru litere.
Cartea vieții este însă foarte mare; la om, molecula cromozomială ADN obișnuită este formată din aproximativ cinci miliarde de perechi de nucleotide.
Codurile genetice ale celorlalți taxoni de pe Pământ sunt scrise în același limbaj, după aceeași carte. Acest limbaj genetic comun constituie într-adevăr dovada că toate organismele de pe Pământ descind dintr-un strămoș unic, șansa unică a apariției vieții, cu aproximativ patru miliarde de ani în urmă.